# 돌비 극장
돌비 극장(영어: Dolby Theatre)은 미국 캘리포니아주 로스앤젤레스 할리우드에 위치한 공연장이다. 2001년에 설립 시에는 코닥의 합작투자로 코닥 극장(영어: Kodak Theatre)이었다. 2002년부터 아카데미상 시상식장으로 쓰이면서 오늘날에도 쓰여지고 있고, 아카데미상 시상식 뿐만 아니라 2004년과 2007년에는 미스 USA, 2010년부터는 태양의 서커스를 경유하여 새로운 공연을 상영하는 등 많은 공연으로 쓰이면서 유명해졌다. 다만, 2012년 5월에는 코닥의 파산으로 인해 돌비 연구소에 합작 투자를 매각하며 명칭이 오늘날에도 이어졌다.

## 건축
이 극장은 특히 오스카 시상식을 염두에 두고 록웰 그룹의 데이비드 록웰이 설계했다. 무대는 너비 34m, 깊이 18m로 퍼듀대학교 엘리엇 음악당과 거의 비슷한 미국 최대 규모 중 하나이지만 좌석 수는 무대의 절반에 불과하다. 3,332명을 수용할 수 있는 음악의 전당이다.
강당은 TV 연극 공연(예: 아메리칸 아이돌 및 아카데미 시상식)의 장소로 알려졌다. 건축팀은 헐리우드의 주요 제작진과 광범위하게 협의하여 극장 아래를 가로질러 인접한 거리의 트럭 위치까지 연결되는 지하 케이블 벙커를 갖춘 매우 기능적인 케이블 인프라를 구축했다. 권력도 상당하고 접근 가능하다. 극장에는 카메라, 음향 및 무대 관리를 위한 오케스트라 좌석 공간에 록웰이 디자인한 독특한 조종석이 있다.
정면 입구부터 대형 계단(쇼핑 단지 뒤편의 극장으로 이어지는)까지의 홀 옆에는 상점 정면과 과거 아카데미 최우수 작품상 수상자의 이름이 표시된 아르데코 기둥이 있다. 향후 최우수 작품상 수상자를 위해 공백이 남아 있으며 현재 2071로 설정되어 있다. 헐리우드 영화 제작을 연상시키는 패션으로 건물은 아카데미 시상식 전에 옷을 입었고, 때로는 외관에 다른 간판을 달기도 하고, 상점 앞을 가리기 위한 붉은 휘장과 웅장한 계단을 따라 이어지는 유명한 레드 카펫도 있다.

## 역사
이 극장은 도로시 챈들러 파빌리온(Dorothy Chandler Pavilion) 및 슈라인 오디토리움(Shrine Auditorium)과 같은 다른 장소에서 아카데미 시상식을 개최할 때 직면한 물류 문제를 극복하기 위해 영화 예술 과학 아카데미(AMPAS)에 의해 개발되었다. 1997년 8월, AMPAS와 캐나다 개발 회사인 트리젝한(TrizecHahn)은 맨스 차이니즈 시어터(Mann's Chinese Theatre)에 인접한 헐리우드 블러버드와 하일랜드 애비뉴 모퉁이에 위치한 엔터테인먼트 단지 개발에 대한 협상을 시작했다. 7개월 후, 아카데미와 트리젝한은 새로운 장소에서 행사가 열릴 수 있도록 20년 임대 계약에 동의했다.
아카데미 시상식은 2002년 제74회 신극장에서 처음 개최됐으며, 이는 1960년 팬티지스 극장에서 제32회 시상식이 열린 이후 처음으로 할리우드에서 개최됐다. 유일한 예외는 2021년 제93회 아카데미 시상식으로, 코로나19 팬데믹으로 인해 규모가 축소되어 유니언 스테이션으로 옮겨졌다.
이 극장은 2012년 2월까지 이스트먼 코닥 컴퍼니(Eastman Kodak Company)의 후원을 받았으며, 이스트먼 코닥 컴퍼니는 건물 명명권을 위해 7,500만 달러를 지불했다. 2012년 초, 이스트먼 코닥은 파산 보호를 신청하여 명명권 계약이 종료되었다. 그러다 극장 집주인의 제안에 따라 극장 이름이 일시적으로 헐리우드 앤 하이랜드 센터로 변경되었다.
2012년 5월 1일, 돌비 연구소가 20년 명명권 계약을 체결한 후 공연장 이름이 돌비 극장으로 변경될 것이라고 발표되었다. 돌비는 돌비 애트모스를 설치하여 사운드 시스템을 먼저 업데이트했다. 회사는 최신 기술이 출시되는 대로 강당을 계속해서 업데이트할 계획이다.

## 같이 보기
- L.A. 라이브
- 연극